# Banfoandes
El Banco de Fomento Regional Los Andes (más conocido por su abreviatura: Banfoandes) fue un banco venezolano de capital nacional estatal que tuvo sus oficinas principales en la ciudad andina de San Cristóbal. 
Fue fundado el 21 de julio de 1951 como iniciativa de la Corporación Venezolana de Fomento (CVF) bajo el nombre de Banco de Fomento Regional Los Andes. Hasta finales de 2009, contó con un total de 170 agencias en el país. En diciembre de 2009, el gobierno venezolano fusionó el banco con otras entidades financieras de estrato medio y bajo que habían sido intervenidas por el Estado por su insolvencia, creándose el nuevo Bicentenario Banco Universal. Al abrir sus puertas este último, se decretó la extinción de su personalidad jurídica y de los demás bancos que fueron fusionados con aquel.